# Campeonato Mundial de Piragüismo en Eslalon de 1985
El XIX Campeonato Mundial de Piragüismo en Eslalon se celebró en Augsburgo (RFA) entre el 14 y el 16 de junio de 1985 bajo la organización de la Federación Internacional de Piragüismo (ICF) y la Federación Alemana de Piragüismo.
Las competiciones se realizaron en el canal de piragüismo en eslalon Eiskanal, adyacente al río Lech, al sudeste de la ciudad bávara.

## Medallistas

### Masculino
| Evento         | Oro | Plata | Bronce |
| -------------- | --- | --- | --- |
| K1 individual  | Richard Fox Reino Unido 210,56 pts.                                                                             | Peter Micheler RFA 220,60 pts.                                                                             | Luboš Hilgert Checoslovaquia 221,07 pts.                                                                    |
| C1 individual  | David Hearn Estados Unidos 223,21                                                                               | Jon Lugbill Estados Unidos 235,91                                                                          | Martyn Hedges Reino Unido 240,30                                                                            |
| C2 individual  | Thomas Klein-Impelmann Stephan Küppers RFA 267,15                                                               | Pierre Calori Jacques Calori Francia 272,51                                                                | Günther Wolkenaer Fredi Zimmermann RFA 273,63                                                               |
| K1 por equipos | Peter Micheler Anton Prijon Jürgen Kübler RFA 248,62                                                            | Christophe Prigent Pascal Marinot Manuel Brissaud Francia 258,22                                           | Marjan Štrukelj Janež Skok Jernej Abramič Yugoslavia 264,75                                                 |
| C1 por equipos | David Hearn Jon Lugbill Kent Ford Estados Unidos 280,99                                                         | Gerald Moos Andreas Kübler Ulrich Weber RFA 308,71                                                         | Edward Florian · Piotr Sarata · Adam Pietrasik · Polonia · 340,07                                           |
| C2 por equipos | Checoslovaquia Jiří Rohan / Miroslav Šimek Miroslav Hajdučík / Milan Kučera Viktor Beneš / Ondřej Mohout 329,11 | Francia Pierre Calori / Jacques Calori Emmanuel del Rey / Thierry Saïdi Michel Saïdi / Jérôme Daval 380,55 | Estados Unidos Charles Harris / John Harris Lecky Haller / Fritz Haller Paul Grabow / Michael Garvis 384,03 |

### Femenino
| Evento         | Oro                                                                  | Plata                                                        | Bronce                                                       |
| -------------- | -------------------------------------------------------------------- | ------------------------------------------------------------ | ------------------------------------------------------------ |
| K1 individual  | Margit Messelhäuser RFA 258,69 pts.                                  | Marie-Françoise Grange Francia 261,18 pts.                   | Gail Allen Reino Unido 264,25 pts.                           |
| K1 por equipos | Sylvie Arnaud Marie-Françoise Grange Myriam Jerusalmi Francia 382,24 | Gabrielle Schmid Margit Messelhäuser Ulla Steinle RFA 392,41 | Elizabeth Sharman Gail Allen Karen Davies Reino Unido 457,66 |

## Medallero
| Núm. | País           | Oro | Plata | Bronce | Total |
| ---- | -------------- | --- | ----- | ------ | ----- |
| 1    | RFA            | 3   | 3     | 1      | 7     |
| 2    | Estados Unidos | 2   | 1     | 1      | 4     |
| 3    | Francia        | 1   | 4     | 0      | 5     |
| 4    | Reino Unido    | 1   | 0     | 3      | 4     |
| 5    | Checoslovaquia | 1   | 0     | 1      | 2     |
| 6    | Polonia        | 0   | 0     | 1      | 1     |
| 6    | Yugoslavia     | 0   | 0     | 1      | 1     |
|      | TOTAL          | 8   | 8     | 8      | 24    |